# ジャレッド・アンダーソン
ジャレッド・アンダーソン（Jared Anderson、1999年11月16日 - ）は、アメリカ合衆国のプロボクサー。オハイオ州トレド出身。

## 来歴

### アマチュア時代
2015年9月、AIBA世界ジュニア選手権に80kg級で出場し、準々決勝で敗退した。
2017年5月、ナショナル・ゴールデン・グローブに91kg超級で出場し、準々決勝でリチャード・トーレスに敗退した。
2018年12月、全米選手権に91kg級で出場し、優勝した。

### プロ時代
2019年9月24日、トップランク社と契約を結び、同年10月26日にプロデビュー戦を行い1回54秒KO勝ち。
2021年10月9日、ネバダ州ラスベガスのT-モバイル・アリーナにてタイソン・フューリー対デオンテイ・ワイルダー第三戦の前座でウラジミール・テレシュキンとNABFヘビー級ジュニア王座決定戦を行い、2回2分51秒TKO勝ちを収め王座獲得に成功した。
2022年12月10日、ニューヨークのフールー・シアターにてテオフィモ・ロペス対サンドル・マルティンの前座でジェリー・フォレストとWBOインターナショナルヘビー級王座決定戦を行い、2回1分34秒TKO勝ちを収め王座獲得に成功した。
2023年4月8日、ニューアークのプルデンシャル・センターにてシャクール・スティーブンソン対吉野修一郎の前座でジョージ・アリアスとWBOインターナショナルヘビー級タイトルマッチおよびUSNBC全米ヘビー級王座決定戦を行い、3回終了時にアリアスが棄権したためTKO勝ちを収めUSNBC王座獲得とWBOインターナショナル王座の初防衛に成功した。
2023年11月6日、アンダーソンがオレゴン州で時速40マイル制限の道路を55マイルで走っていたスピード違反で警察に止められた際に、車内がマリファナの臭いで充満し、またアンダーソンが目を充血させアルコール臭を漂わせていたことから、車内を捜索したところ開封済みのテキーラの瓶と拳銃が見つかったことから、アルコール及び薬物の影響下で車を運転した容疑、アルコール及び薬物の影響下で自動車内で銃器を不適切に取り扱った容疑で逮捕された。12月に、200ドルの罰金と180日間の執行猶予付きの判決を言い渡された。
2024年3月2日、ミシガン州の高速道路で法定速度違反で警察から停車を命じられたがそれを無視し、時速130マイル（時速約210キロ）以上のスピードで警察車両とカーチェイスを繰り広げ6マイル以上（約9.6キロ）以上逃走した末に、中央分離帯に激突したところを逮捕された。
2024年4月13日、テキサス州コーパスクリスティのアメリカン・バンク・センターにて元WBA世界クルーザー級王者のリヤド・メルウィーとWBOインターナショナル・USNBC全米ヘビー級タイトルマッチを行い、10回3-0（100-90×2、99-91）の判定勝ちを収めWBOインターナショナル王座は4度目、USNBC王座は3度目の防衛に成功した。
2024年8月3日、カリフォルニア州ロサンゼルスのBMOスタジアムにてテレンス・クロフォード対イスラエル・マドリモフの前座で、WBO世界ヘビー級12位のマーティン・バコーレとWBOインターナショナルヘビー級タイトルマッチ及びNABFヘビー級王座決定戦を行い、3度ダウンを奪われ、プロ初黒星となる5回2分7秒KO負けを喫しWBOインターナショナル王座から陥落した。この試合でアンダーソンは66万ドル（約9600万円）、バコーレは37万ドル（約5600万円）のファイトマネーを稼いだ。

## 戦績
- プロボクシング：18戦 17勝 (15KO) 1敗

| 戦           | 日付           | 勝敗 | 時間    | 内容    | 対戦相手                       | 国籍             | 備考                                                   |
| ------------ | -------------- | ---- | ------- | ------- | ------------------------------ | ---------------- | ------------------------------------------------------ |
| 1            | 2019年10月26日 | ☆    | 1R 0:54 | KO      | ダニエル・インファンテ         | アメリカ合衆国   | プロデビュー戦                                         |
| 2            | 2019年11月30日 | ☆    | 1R 1:30 | TKO     | スティーブン・カーノン         | アメリカ合衆国   |                                                        |
| 3            | 2020年1月18日  | ☆    | 1R 2:30 | TKO     | アンドリュー・サターフィールド | アメリカ合衆国   |                                                        |
| 4            | 2020年6月9日   | ☆    | 3R 1:55 | TKO     | ジョニー・ラングストン         | アメリカ合衆国   |                                                        |
| 5            | 2020年7月16日  | ☆    | 1R 1:45 | TKO     | ヘクター・ペレス               | アメリカ合衆国   |                                                        |
| 6            | 2020年9月5日   | ☆    | 4R 2:22 | TKO     | ロドニー・ヘルナンデス         | アメリカ合衆国   |                                                        |
| 7            | 2020年10月31日 | ☆    | 1R 2:46 | TKO     | ルイス・ペーニャ               | アメリカ合衆国   |                                                        |
| 8            | 2021年2月13日  | ☆    | 6R 2:19 | KO      | キングスレイ・イベー           | アメリカ合衆国   |                                                        |
| 9            | 2021年4月10日  | ☆    | 2R 0:34 | KO      | ジェレマイア・カーペンシー     | アメリカ合衆国   |                                                        |
| 10           | 2021年10月9日  | ☆    | 2R 2:51 | TKO     | ウラジミール・テレシュキン     | ロシア           | NABFヘビー級ジュニア王座決定機                         |
| 11           | 2021年12月11日 | ☆    | 2R 1:33 | TKO     | オレクサンドル・テスレンコ     | ウクライナ       |                                                        |
| 12           | 2022年8月27日  | ☆    | 2R 3:00 | KO      | ミルジャン・ロフカニン         | セルビア         |                                                        |
| 13           | 2022年12月10日 | ☆    | 2R 1:34 | TKO     | ジェリー・フォレスト           | アメリカ合衆国   | WBOインターナショナルヘビー級王座決定戦                |
| 14           | 2023年4月8日   | ☆    | 3R 終了 | TKO     | ジョージ・アリアス             | ドミニカ共和国   | USNBC全米ヘビー級王座決定戦 WBOインターナショナル防衛1 |
| 15           | 2023年7月1日   | ☆    | 10R     | 判定3-0 | チャールズ・マーティン         | アメリカ合衆国   | WBOインターナショナル防衛2・USNBC防衛1                 |
| 16           | 2023年8月26日  | ☆    | 5R 1:40 | TKO     | アンドリー・ルデンコ           | ウクライナ       | WBOインターナショナル防衛3・USNBC防衛2                 |
| 17           | 2024年4月13日  | ☆    | 10R     | 判定3-0 | リヤド・メルウィー             | ベルギー         | WBOインターナショナル防衛4・USNBC防衛3                 |
| 18           | 2024年8月3日   | ★    | 5R 2:07 | KO      | マーティン・バコーレ           | コンゴ民主共和国 | NABFヘビー級王座決定戦 WBOインターナショナル陥落       |
| テンプレート |                |      |         |         |                                |                  |                                                        |

## 獲得タイトル
- NABFヘビー級ジュニア王座
- WBOインターナショナルヘビー級王座
- USNBC全米ヘビー級王座